# Vestingsdivisie Warschau
De Vestingsdivisie Warschau (Duits: Festungs-Division Warschau) was een Duitse infanteriedivisie tijdens de Tweede Wereldoorlog. De divisie werd opgericht in januari 1945. De eenheid deed tijdens haar bestaan dienst in Warschau. 
Tijdens het Wisła-Oderoffensief werd de stad ingesloten. Op dat moment beschikte de divisie nog slechts over 4 bataljons. Op 18 januari werd Warschau door het Rode Leger ingenomen. Generalleutnant Friedrich Weber, de divisiecommandant, leidde resten van zijn divisie uit de omsingeling. Hij werd hiervoor van zijn bevel ontheven en voor de krijgsraad gebracht.
Pas op 27 februari 1945 werd de divisie officieel ontbonden. 

## Samenstelling
- Festungs-Regiment 8
- Festungs-Regiment 88
- Festungs-Regiment 183
- Festungs-Artillerie-Regiment 1320
- Festungs-Granatwerfer-Bataillon 22
- Festungs-Granatwerfer-Bataillon 23
- Festungs-Pionier-Bataillon
- Festungs-Nachrichten-Kompanie 669
- Nachschubtruppen 1320